# Österkobben, Kyrkslätt
Österkobben, finska: Itä-Ukko, är en ö i Finland. Den ligger i Finska viken och i kommunen Kyrkslätt i landskapet Nyland, i den södra delen av landet. Ön ligger omkring 39 kilometer sydväst om Helsingfors.
Öns area är 2,8 hektar och dess största längd är 240 meter i öst-västlig riktning.